# Awlad Muhammad
Els Awlad Muhàmmad o Banu Muhàmmad foren una dinastia musulmana que va governar el Fezzan de la meitat del segle XV fins al 1811.
Fezzan estava sota govern del regne de Kanem-Bornu; quan aquest regne va entrar en successives guerres contra el regne de Bornu a la primera part del segle xvi el domini del Kanem a Fezzan es va debilitar i els grup tribals dirigits pels Awlad Muhàmmad, una dinastia xerifiana d'origen marroquí que havia fundat Murzuk, va prendre el poder amb capital a aquesta ciutat. Vers 1565 governava al-Muntasir ibn Muhàmmad. El 1551 els otomans es van instal·lar a Trípoli de Líbia i el 1577/1578 van fer el primer intent d'establir-se a Fezzan i van arribar a establir governadors diverses vegades al territori; els Awlad Muhammad van esdevenir tributaris, però algunes vegades es van revoltar i van caler algunes expedicions com el 1679 quan Murzuk fou saquejada pels otomans. Els Awlad Muhàmmad, però, eren virtuals sobirans. El 1710 els Karamanli van iniciar el seu poder a Trípoli que va durar fins a 1835, però el Fezzzan no el dominaven encara que generalment els Awlad Muhàmmad pagaven el tribut convingut. Van fer expedicions infructuoses el 1716, 1718, 1731-1732 i 1811. A la segona meitat del segle xviii hi va haver tranquil·litat amb els Awlad Muhàmmad pagant tribut i els otomans deixant fer. El 1811 el poder fou ocupat per l'usurpador Yússuf al-Mukkani 1811-1831 que fou expulsat el 1831 pels Awlad Sliman dirigits per Abd-al-Jalil Sif al-Nasr (Sayf al-Nasir) ibn Rad (1831-1842). El darrer emir dels Awlad Muhammad fou Jumah ibn Khalifa que es va revoltar el 1835 però fou dominat el 1842. Una nova revolta el 1854 es va acabar el 1856 amb la mort del rebel.
Es coneix el nom dels diversos emirs però les dates dels seus governs als segles xvi i xvii són aproximades:
- Al-Mustànsir ibn Muhàmmad vers 1566 - 1578
- governador otomà 1578 - 1580
- An-Nàssir 1580 - 1599
- Al-Mansur 1599 - 1612
- governador otomà de Trípoli 1612 - 1614
- Tàhir I 1614 - 1623
- governador otomà de Trípoli 1623 - 1626
- Muhàmmad I 1626 - 1658
- Naghib 1658 - 1682
- Muhàmmad II an-Nàssir 1682 - 1689
- Muhàmmad al-Mukni (governador otomà de Trípoli) 1689
- Tammam 1689
- Muhàmmad III 1689 - 1690
- Alí al-Mukni (governador otomà de Trípoli) 1690
- Muhàmmad II an-Nàssir (segona vegada) 1690 - 1709/1718
- Àhmad I 1709/1718 - 1767
- Tàhir II 1767-1776
- Àhmad II al-Mansur 1776-1780
- Muhàmmad IV 1780-1789
- xarif Muhàmmad V ibn al-Mansur al-Hàkim 1789 - 1804
- xarif Muhàmmad VI ibn al-Mansur al-Múntasir 1804-1811
- Yússuf al-Mukkani 1811 - 1831 (usurpador)
- Sayf an-Nàssir Abd-al-Jalil ibn Rad 1831 - 1842
- Jumah ibn Khalifa 1835 - 1842
- ocupació militar otomana 1842-1843
- creació del sandjak 1843
- revolta de Jumah ibn Khalifa 1854 - 1856